# Hai, Drabiv
Hai (în ucraineană Гай) este un sat în comuna Pohrebî din raionul Drabiv, regiunea Cerkasî, Ucraina.

## Demografie
Componența lingvistică a localității Hai
     Ucraineană (95,04%)
     Rusă (4,13%)
Conform recensământului din 2001, majoritatea populației localității Hai era vorbitoare de ucraineană (95,04%), existând în minoritate și vorbitori de rusă (4,13%).